# Ostropa-blok

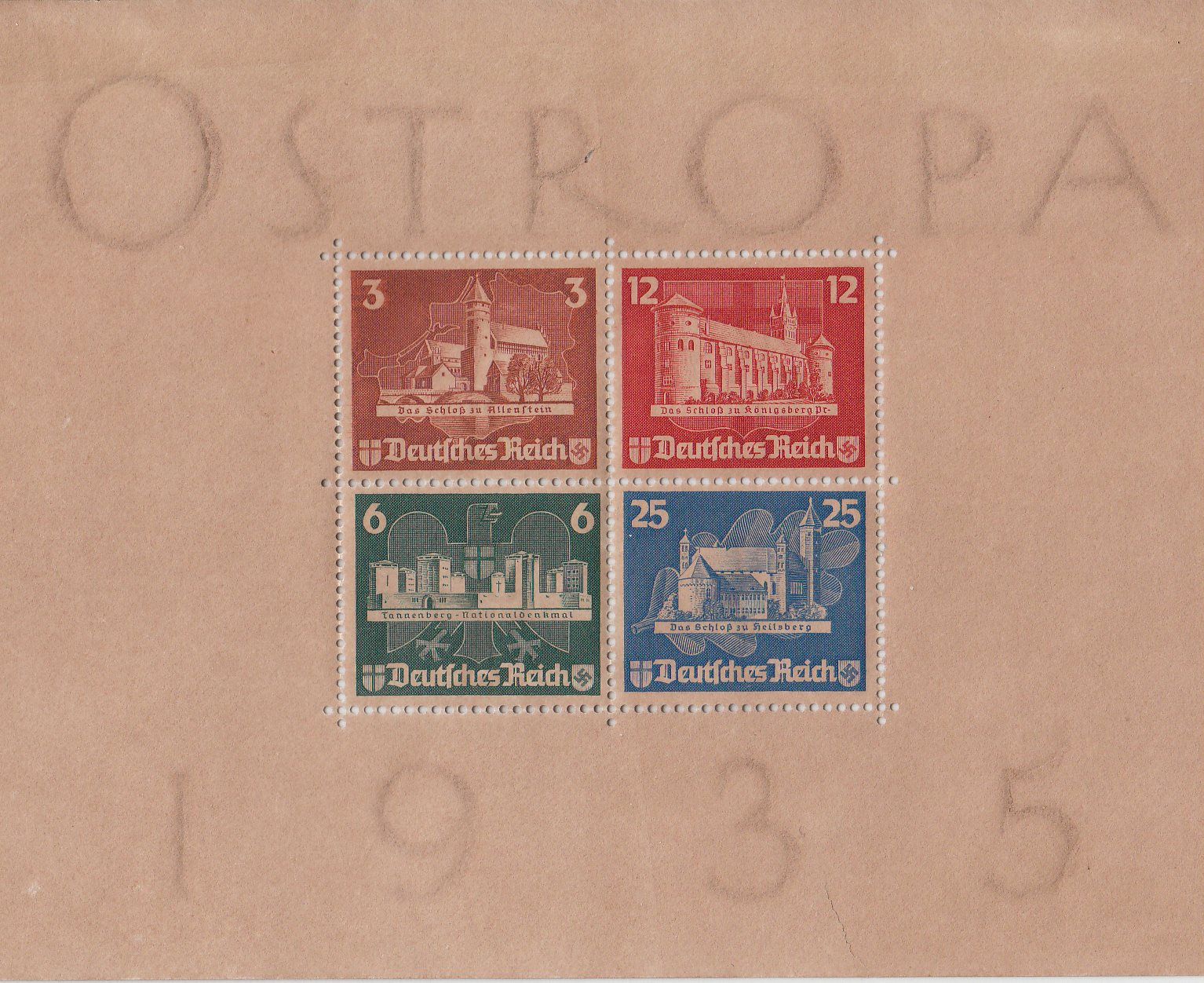
Ostropa-blok met verkleurde papier en schaden in het watermerk

Het Ostropa-blok is een blok van vier postzegels dat in 1935 in Duitsland werd uitgegeven ter gelegenheid van de Ostropa, een postzegeltentoonstelling in Koningsbergen die van 23 juni tot 3 juli 1935 duurde. Het blok kon alleen worden gekocht in combinatie met een toegangsbewijs, of op basis van een "Berechtigungskarte". Om op de kosten te bezuinigen werd er geen Arabische gom gebruikt maar een inferieure gom op basis van beenderlijm die veel zwavelzuur bevat. Deze gom is er de oorzaak van dat het papier van de postzegel snel bruin verkleurt en uiteindelijk verteert.